# Thinopyrum acutum
La graminia litoranea (Thinopyrum acutum (DC.) Banfi, 2018) è una pianta angiosperma monocotiledone appartenente alla famiglia delle Poacee (o Gramineae, nom. cons.).

## Descrizione

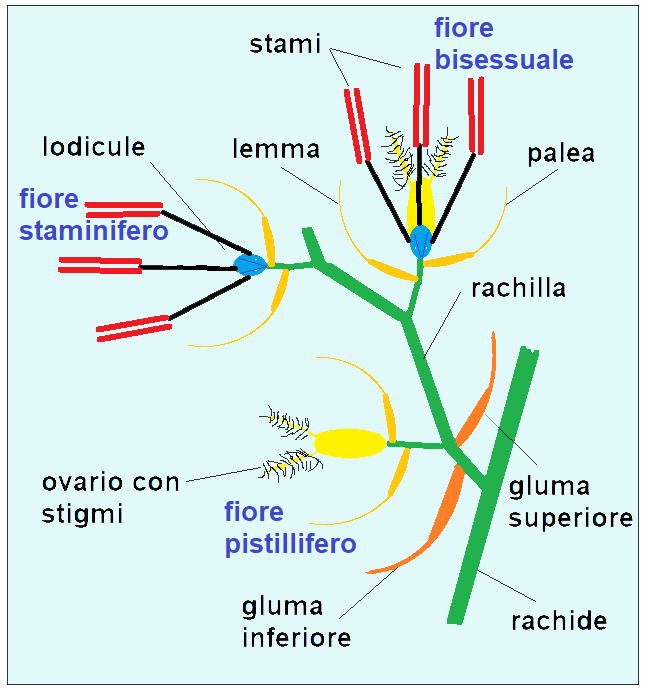
Spighetta generica con tre fiori diversi

Queste piante arrivano ad una altezza di 2 - 12 dm. La forma biologica è geofita rizomatosa (G rhiz), sono piante perenni erbacee di breve durata che portano le gemme in posizione sotterranea; durante la stagione avversa non presentano organi aerei e le gemme si trovano in organi sotterranei come bulbi, tuberi e rizomi, fusti sotterranei dai quali, ogni anno, si dipartono radici e fusti aerei. Tutta la pianta è glauca.

### Radici
Le radici sono fascicolate di tipo avventizio. 

### Fusto
- Parte ipogea: la parte sotterranea consiste in un rizoma orizzontale breve o allungato. Lunghezza: 1 – 5 cm.
- Parte epigea: la parte aerea del fusto è un culmo eretto-ascendente, liscio e glabro. Alla base può essere ginocchiato. Sono presenti 3 - 4 nodi per culmo.

### Foglie
Le foglie lungo il culmo sono disposte in modo alterno, sono distiche e si originano dai vari nodi. Sono composte da una guaina, una ligula e una lamina. Le venature sono parallelinervie. Non sono presenti i pseudopiccioli e, nell'epidermide delle foglia, le papille. 
- Guaina: la guaina è abbracciante il fusto; sono presenti dei padiglioni auricolari falcati.
- Ligula: la ligula, con apice troncato, è subnulla. Lunghezza: 0,3 – 1 mm.
- Lamina: la lamina ha delle forme lineari ed è convoluta; l'apice è acuminato con punte indurite. La superficie è glabra con margini scabri; la consistenza è rigida. Dimensioni della lamina fogliare: larghezza fino a 2 – 6 mm; lunghezza 8 – 35 cm.

### Infiorescenza
Infiorescenza principale (sinfiorescenza o semplicemente spiga): le infiorescenze, di tipo racemoso terminale (un racemo per infiorescenza), hanno la forma di una spiga eretta, densa e grossa formata da diverse spighette. Le spighette sono sessili, strettamente embricate e disposte di lato al rachide (il racemo è bilaterale). Gli internodi del rachide sono più brevi delle spighette. La fillotassi dell'inflorescenza inizialmente è a due livelli (o a due ranghi), anche se le successive ramificazioni la fa apparire a spirale. Lunghezza della spiga: 4 – 20 cm.

### Spighetta
Infiorescenza secondaria (o spighetta): le spighette, compresse lateralmente con forme da ellittiche a oblunghe, sottese da due brattee distiche e strettamente sovrapposte chiamate glume (inferiore e superiore), sono formate da 3 - 10 fiori fertili disposti in modo opposto. Possono essere presenti dei fiori sterili; in questo caso sono in posizione distale rispetto a quelli fertili. Alla base di ogni fiore sono presenti due brattee: la palea e il lemma. La disarticolazione avviene con la rottura della rachilla sotto ogni fiore fertile; oppure può cadere l'intera spighetta. Lunghezza delle spighette: 10 – 20 mm.
- Glume: le glume, persistenti, sono subuguali, con forme oblanceolate-bilobe; sono carenate ed hanno 5 - 7 nervature longitudinali. Lunghezza delle glume: 9 mm.
- Palea: la palea è un profillo lanceolato con alcune venature e margini cigliati.
- Lemma: il lemma ha una forma lanceolata mutico, ottuso o bilobo o (raramente) con resta. Lunghezza del lemma: 8 mm. Lunghezza della resta: 2 – 3 mm.

### Fiore
I fiori fertili sono attinomorfi formati da 3 verticilli: perianzio ridotto, androceo  e gineceo.
- Formula fiorale:[5]

*, P 2, A (1-)3(-6), G (2–3) supero, cariosside.
- Il perianzio è ridotto e formato da due lodicule, delle squame traslucide, poco visibili (forse relitto di un verticillo di 3 sepali). Le lodicule sono membranose e non vascolarizzate.
- L'androceo è composto da 3 stami ognuno con un breve filamento libero, una antera sagittata e due teche. Le antere (lunghe 3,5 – 7 mm) sono basifisse con deiscenza da una fessura laterale longitudinale. Il polline è monoporato.
- Il gineceo è composto da 3-(2) carpelli connati formanti un ovario supero. L'ovario, pubescente all'apice, ha un solo loculo con un solo ovulo subapicale (o quasi basale). L'ovulo è anfitropo e semianatropo e tenuinucellato o crassinucellato. Lo stilo, che si origina dal lato abassiale dell'ovario, è breve con due stigmi papillosi e distinti.
- Fioritura: da maggio a giugno.

### Frutti
I frutti sono del tipo cariosside, ossia sono dei piccoli chicchi indeiscenti, con forme da ovate a oblunghe, nei quali il pericarpo è formato da una sottile parete che circonda il singolo seme. In particolare il pericarpo è fuso al seme ed è aderente. L'endocarpo non è indurito e l'ilo è lungo e lineare. L'embrione è lungo 1/3 della lunghezza del frutto ed è provvisto di epiblasto; ha inoltre un solo cotiledone altamente modificato (scutello senza fessura) in posizione laterale. I margini embrionali della foglia non si sovrappongono. L'endosperma è farinoso.

## Biologia
Come gran parte delle Poaceae, le specie di questo genere si riproducono per impollinazione anemogama. Gli stigmi più o meno piumosi sono una caratteristica importante per catturare meglio il polline aereo. La dispersione dei semi avviene inizialmente a opera del vento (dispersione anemocora) e una volta giunti a terra grazie all'azione di insetti come le formiche (mirmecoria). In particolare i frutti di queste erbe possono sopravvivere al passaggio attraverso le budella dei mammiferi e possono essere trovati a germogliare nello sterco.

## Distribuzione e habitat

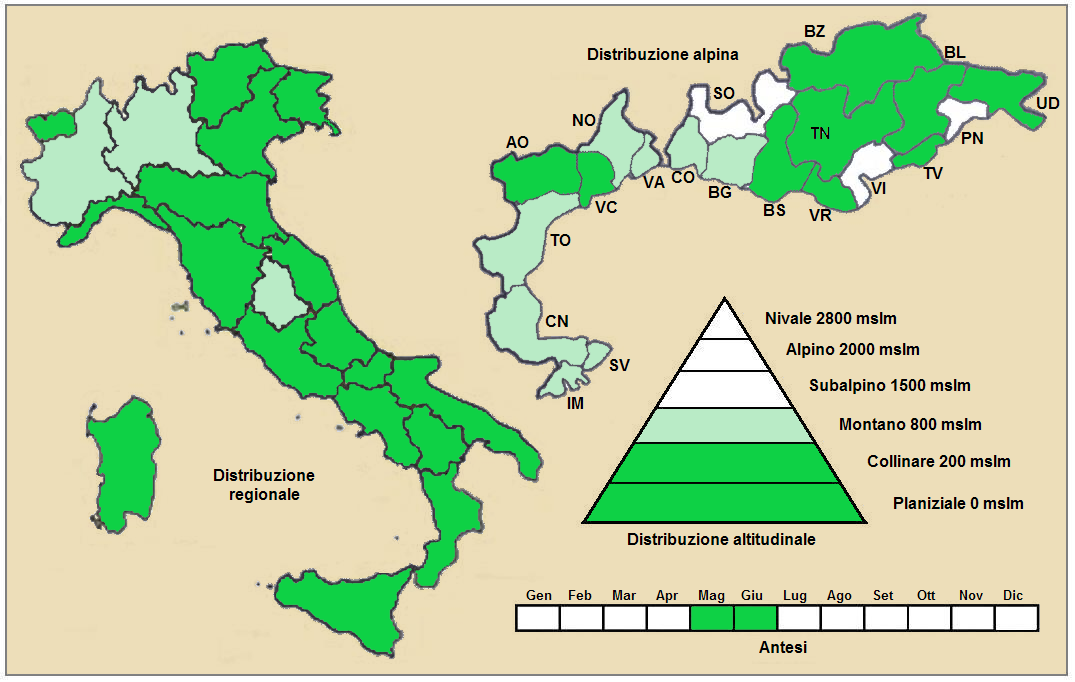
Distribuzione della pianta
(Distribuzione regionale – Distribuzione alpina)

- Geoelemento: il tipo corologico (area di origine) è Euri-Mediterraneo.
- Distribuzione: in Italia è una specie comune e si trova su tutto il territorio (meno comune nelle regioni nord-occidentali). Nelle Alpi ha un distribuzione discontinua. Fuori dall'Italia, sempre nelle Alpi, questa specie si trova in Francia (dipartimenti di Alpes-de-Haute-Provence, Hautes-Alpes, Drôme, Isère e Savoia), in Svizzera (cantoni Vallese, Ticino e Grigioni), in Austria (Länder del Tirolo Settentrionale e Carinzia). Sugli altri rilievi europei collegati alle Alpi si trova nei Pirenei.[13] Nel resto dell'Europa e dell'areale del Mediterraneo questa specie si trova soprattutto nell'area europea mediterranea (comprese le isole britanniche), l'Anatolia e l'Africa mediterranea occidentale.[14]
- Habitat: gli habitat tipici per questa pianta sono i suoli sabbiosi e argillosi subsalsi, ma si può trovare anche nei greti aridi dei fiumi, nelle ghiaie e alluvioni oppure negli ambienti ruderali, incolti e luoghi calpestati. Il substrato preferito è calcareo/siliceo con pH neutro, medi valori nutrizionali del terreno che deve essere mediamente umido.[13]
- Distribuzione altitudinale: sui rilievi queste piante si possono trovare fino a 600 m s.l.m.; frequentano quindi i seguenti piani vegetazionali: collinare e in parte quello montano (oltre a quello planiziale – a livello del mare).

### Fitosociologia
Dal punto di vista fitosociologico alpino Elymus athericus appartiene alla seguente comunità vegetale:
- Formazione: delle comunità a emicriptofite e camefite delle praterie rase magre secche;

- Classe: Lygeo-Stipetea

- Ordine: Brachypodietalia phoenicoidis

## Tassonomia
La famiglia delle Poacee comprende circa 800 generi e oltre 9.000 specie. È una delle famiglie più numerose e più importanti del gruppo delle monocotiledoni. La famiglia è suddivisa in 12 sottofamiglie, il genere Thinopyrum fa parte della sottofamiglia Pooideae, tribù Hordeeae.
Il basionimo per questa specie è Triticum athericum Link, 1843.

### Filogenesi
Il genere Thinopyrum fa parte della tribù Hordeeae (supertribù Triticodae T.D. Macfarl. & L. Watson, 1982). La supertribù Triticodae comprende tre tribù: Littledaleeae, Bromeae e Hordeeae. All'interno della supertribù, la tribù Hordeeae forma un "gruppo fratello" con la tribù Bromeae.

### Variabilità
Thinopyrum acutum è una pianta polimorfa. I caratteri soggetti a variabilità sono: le foglie, la spiga e le spighette. Altri caratteri mutevoli sono i lemmi aristati oppure no.

### Ibridi
Questa specie si ibrida con la seguente altra specie: Elymus repens (L.) Gould.

### Sinonimi
Questa entità ha avuto nel tempo diverse nomenclature. L'elenco seguente indica alcuni tra i sinonimi più frequenti:
- Agropyron athericum (Link) Samp.
- Agropyron concinnum  De Not. ex Parl.
- Elymus laxulus  (Hohla & H.Scholz) W.Lippert & Meierott ex Hohla
- Elymus pycnanthus var. setiger  (Dumort.) Melderis
- Elytrigia atherica  (Link) Kerguélen
- Elytrigia atherica f. setigera  (Dumort.) Stace
- Elytrigia laxula  Hohla & H.Scholz
- Elytrigia littoralis  (Mutel) Hyl.
- Psammopyrum athericum  (Link) Á.Löve
- Triticum athericum  Link
- Triticum litorale  Host

### Specie simili
Può essere confusa con la specie Elymus repens (L.) Gould. Quest'ultima si distingue per possedere il lemma acuto e nervature poco sporgenti nella sezione della lamina fogliare.